# Phú Sơn (Đồng Nai)
Phú Sơn is een xã van het district Tân Phú, een van de districten van de provincie Đồng Nai, in het zuiden van Vietnam. Dit gedeelte wordt ook wel Đông Nam Bộ genoemd. Phú Sơn ligt ongeveer vijf kilometer ten oosten van Hồ Đạ Tôn.
Phú Sơn ligt aan de Quốc lộ 20, de weg die Quốc lộ 1A bij Dầu Giây met Đà Lạt in de provincie Lâm Đồng verbindt.